# Perfect Places
«Perfect Places» —en español: «Lugares Perfectos»— es una canción de la cantante y compositora neozelandesa, Lorde. Fue lanzado el 1 de junio de 2017 a través de Universal Music New Zealand como el segundo sencillo, después de «Green Light», de su segundo álbum, Melodrama (2017). Lorde coescribió y coprodujo la canción en conjunto con Jack Antonoff y Andrew Wyatt, con producción adicional de Frank Dukes.

## Presentaciones en vivo
Lorde interpretó la canción en el programa de televisión de Jimmy Fallon The Tonight Show el 16 de junio de 2017, el mismo día que Melodrama fue lanzado. Otro programa americano en el que presentó dicha canción fue Late Night with Seth Meyers, el 17 de julio de 2017. También interpretó la canción en los Much Music Video Awards el 18 de junio de 2017.

## Vídeo musical
El 21 de junio, escribió una carta abierta afirmando que estaba grabando un video musical, más tarde el 1 de agosto, dio una pista en su Instagram que el vídeo sería lanzando el jueves, 3 de agosto, con Grant Singer dirigiéndola, quien también  filmó Green Light.

## Posicionamiento en listas
| Listas (2017)                               | Mejor posición |
| ------------------------------------------- | -------------- |
| Australia (ARIA)                            | 44             |
| Bélgica (Flandes) (Ultratip Bubbling Under) | 23             |
| Bélgica (Valonia) (Ultratip Bubbling Under) | 10             |
| Canadá (Canadian Hot 100)                   | 76             |
| Dinamarca (Airplay danés)                   | 11             |
| Nueva Zelanda (Recorded Music NZ)           | 11             |
| Reino Unido (UK Singles Chart)              | 95             |
| Estados Unidos (Alternative Airplay)        | 29             |

## Certificaciones
| Territorio    | Organismo certificador | Certificación | Ventas calificadas |
| ------------- | ---------------------- | ------------- | ------------------ |
| Nueva Zelanda | RIANZ                  | Oro           | 15 000             |